# تانامارینا ساکای
تانامارینا ساکای (به لاتین: Tanamarina Sakay) یک منطقهٔ مسکونی در ماداگاسکار است که در هائوته ماتسیاترا واقع شده‌است. تانامارینا ساکای ۱٬۲۰۵ کیلومتر مربع مساحت و ۹٬۲۳۵ نفر جمعیت دارد و ۷۹۹ متر بالاتر از سطح دریا واقع شده‌است.